# Мальцев Олександр Іванович
Ма́льцев Олекса́ндр Іва́нович (рос. Мальцев Александр Иванович; нар. 8 червня 1879 — пом. 5 квітня 1948) — ботанік, доктор сільськогосподарських наук (1936), академік ВАСГНІЛ (1935).

## Життєпис
Народився 8 червня 1879 року в слобідці Чернянка Новооскільського повіту (нині селище міського типу Бєлгородської області) Курській губернії. У 1908 році закінчив Тартуський університет.
У 1917—1924 роках завідував Степовою дослідною станцією Бюро по прикладній ботаніці Вченого комітету Головного управління землеустрою та землеробства.
З 1924 по 1948 роки завідував відділом сорних рослин Інституту прикладної ботаніки й нових культур (з 1930 року — ВНДІ рослинництва (ВІР)), науковий працівник Майкопської дослідної станції ВІР.
З 1940 року обирався членом науково-технічної ради Наркомзему СРСР, завідувач секції по боротьбі з бур'янами ВАСГНІЛ.
Займався вивченням систематики, географії та біології бур'янів. Автор першого у світовій літературі зведення по вівсюгах і вівсам, яке є головним джерелом систематичних, біологічних і генетичних відомостей про ці злаках.
Опубліковано понад 120 наукових праць.